# Uniwersytet Somalijski
Uniwersytet Somalijski, UNISO (som: Jaamacada Soomaaliya, ara: جامعة الصومال) – prywatna uczelnia non-profit w Mogadiszu, powstała w roku 2005. 
Na uniwersytecie studiuje około 11 tys. studentów, zatrudnia on około 400 pracowników naukowych. Ponadto na uczelni kształci się 950 doktorantów.

## Struktura uczelni
Na uczelni można studiować na 7 wydziałach:
- Wydział Nauk o Zdrowiu
- Wydział Administracji Biznesu
- Wydział Humanistyczny
- Wydział Inżynierii i Informatyki
- Wydział Edukacji i Nauk Społecznych
- Wydział Szariatu i Prawa
- Wydział Nauk Agroweterynaryjnych

Ponadto możliwe jest uczęszczanie na różnego rodzaju studia podyplomowe.